# Les Petits As
Les Petits As (en castellano: Los pequeños campeones) es un torneo internacional de tenis para jugadores entre 12 y 14 años. Se celebra anualmente en Tarbes, Francia.
Muchos de los ganadores del torneo han sido posteriormente tenistas de fama mundial con victorias en numerosos Grand Slam, como es el caso de Rafael Nadal, Michael Chang, Martina Hingis y Kim Clijsters. Únicamente tres tenistas han sido capaces de ganar Les Petits As en más de una ocasión: Martina Hingis y Timea Bacsinszky en categoría femenina y Carlos Boluda en masculina.
El torneo se disputa en pista dura cubierta. Unos 7000 jóvenes tenistas participan en las rondas previas que se celebran por toda Francia hasta que solo quedan 350 para disputar el fase clasificatoria final y 64 para el torneo en sí. La Federación Internacional de Tenis es quien controla el torneo.

## Palmarés

### Individual masculino
| Año  | Campeón                 | Subcampeón           | Resultado           |
| ---- | ----------------------- | -------------------- | ------------------- |
| 1983 | Jean-Baptiste Bolle     | Jean-Manuel Naves    |                     |
| 1984 | Frédéric Fontang        | Marek Miskolci       |                     |
| 1985 | Richard Krajicek        | Philippe Leblanc     |                     |
| 1986 | Michael Chang           | Johan Alvenn         |                     |
| 1987 | Reinhard Wawra          | David Klein          |                     |
| 1988 | Brian Dunn              | Julian Knowle        |                     |
| 1989 | Tommy Shimada           | Gonzalo Corrales     |                     |
| 1990 | Maxime Boyé             | Magnus Norman        |                     |
| 1991 | Răzvan Sabău            | Juan Antonio Saiz    |                     |
| 1992 | Olivier Mutis           | Björn Rehnquist      |                     |
| 1993 | Miha Gregorc            | Dymitry Caradima     |                     |
| 1994 | Juan Carlos Ferrero     | Fernando González    |                     |
| 1995 | Olivier Rochus          | Gasper Martinjak     |                     |
| 1996 | Paul-Henri Mathieu      | Todor Enev           |                     |
| 1997 | Julien Maigret          | Carlos Cuadrado      |                     |
| 1998 | Matthew Smith           | Mario Ančić          | 6–1, 6–3            |
| 1999 | Richard Gasquet         | Brian Baker          | 7–5, 6–3            |
| 2000 | Rafael Nadal            | Julien Gely          | 6–4, 6–1            |
| 2001 | Alexandre Krasnoroutski | Andy Murray          |                     |
| 2002 | Dylan Arnould           | Robin Roshardt       |                     |
| 2003 | Donald Young            | Leo Rosenberg        |                     |
| 2004 | Andrew Thomas           | Vladimir Ignatic     |                     |
| 2005 | Chase Buchanan          | Lazare Kukhalashvili | 6–4, 4–6, 6–4       |
| 2006 | Carlos Boluda           | Sebastian Lavie      | 7–6, 6–3            |
| 2007 | Carlos Boluda           | Christian Harrison   | 6–2, 6–2            |
| 2008 | Edward Nguyen           | Liam Broady          | 6–4, 7–5            |
| 2009 | Nikola Milojević        | Borna Ćorić          | 6–2, 6–3            |
| 2010 | Quentin Halys           | Noah Rubin           | 6–1, 6–2            |
| 2011 | Henrik Wiersholm        | Bogdan Borza         | 6–2, 5–7, 6–3       |
| 2012 | Frances Tiafoe          | William Blumberg     | 6–0, 6–2            |
| 2013 | Samuele Ramazzotti      | Miomir Kecmanović    | 7–6(10-8), 0–6, 6–0 |
| 2014 | Rayane Roumane          | Nicola Kuhn          | 5-7, 7-5, 6-1       |
| 2015 | Tseng Chun-hsin         | Timofey Skatov       | 6–4, 6-1            |
| 2016 | Stefan Leustian         | Borna Devald         | 6–2, 6-1            |
| 2017 | Luca Nardi              | Hamad Međedović      | 6–2, 7-5            |
| 2018 | Victor Lilov            | Mikhail Gorokhov     | 6–4, 7-6(7-6)       |
| 2019 | Vojtech Petr            | Rashed Nawaf         | 4–6, 6–4, 7-6(7-1)  |
| 2020 | Oleksandr Ponomar       | Janis Rafael Simmen  | 6–4, 6–1            |
| 2021 | Maxim Mrva              | Federico Cina        | 6–3, 3–6, 6–0       |

### Individual femenino
| Año  | Campeón                  | Subcampeón            | Resultado        | Seminifalistas                           |
| ---- | ------------------------ | --------------------- | ---------------- | ---------------------------------------- |
| 1983 | Sybille Niox-Château     | Cécile Bourdaix       |                  |                                          |
| 1984 | Emmanuelle Derly         | Alexia Dechaume       |                  |                                          |
| 1985 | Sandrine Jacquet         | Hanika Narbe          |                  |                                          |
| 1986 | Laxima Poruri            | Gruben                |                  |                                          |
| 1987 | Kimberly Kessaris        | Ursula Priller        |                  |                                          |
| 1988 | Anke Huber               | Katherine Denn Samuel |                  |                                          |
| 1989 | Nicole London            | Zedna Malková         |                  |                                          |
| 1990 | Heike Rusch              | Lindsay Davenport     |                  |                                          |
| 1991 | Martina Hingis           | Dally Randriantefy    |                  |                                          |
| 1992 | Martina Hingis           | Rita Kuti-Kis         |                  |                                          |
| 1993 | Stephanie Hallsell       | Rika Vidats           |                  |                                          |
| 1994 | Anna Kournikova          | Stephanie Kovacik     |                  |                                          |
| 1995 | Mirjana Lučić-Baroni     | Justine Henin         |                  |                                          |
| 1996 | Jelena Pandžić           | Melissa Middleton     |                  |                                          |
| 1997 | Kim Clijsters            | Elena Bovina          | 7–5, 6–3, 6–2    |                                          |
| 1998 | Lina Krasnoroutskaya     | Caroline Raba         |                  |                                          |
| 1999 | Bethanie Mattek-Sands    | Mateas Mezac          |                  |                                          |
| 2000 | Dinara Safina            | Lina Stančiūtė        |                  |                                          |
| 2001 | Vojislava Lukić          | Jarmila Gajdošová     |                  |                                          |
| 2002 | Timea Bacsinszky         | Alisa Kleybanova      |                  |                                          |
| 2003 | Timea Bacsinszky         | Ioana Raluca Olaru    |                  |                                          |
| 2004 | Yelena Kulikova          | Tamira Paszek         |                  |                                          |
| 2005 | Ksenia Pervak            | Gracia Radovanovic    |                  |                                          |
| 2006 | Gabriela Dabrowski       | Anna Arina Marenko    | 6–3, 6–4         |                                          |
| 2007 | Anna Orlik               | Nicole Gibbs          | 6–4, 6–1         | Grace Min Ingrid Radu                    |
| 2008 | Daria Gavrilova          | Laura Robson          | 6–3, 6–3         | An-Sophie Mestach Nastja Kolar           |
| 2009 | Yulia Putintseva         | Irina Khromacheva     | 6–4, 6–2         | Petra Uberalová Petra Rohanová           |
| 2010 | Tsuji Kanami             | Indy De Vroome        | 4–6, 6–3, 6–4    | Marianna Zakarlyuk Oleksandra Korashvili |
| 2011 | Jeļena Ostapenko         | Anastasiya Komardina  | 1-6, 6-3, 6-3    | Belinda Bencic Veronika Kudermetova      |
| 2012 | Jaqueline Adina Cristian | Tornado Alicia Black  | 6-2, 6-3         | Gabriella Patricia Taylor Maia Lumsden   |
| 2013 | Catherine Bellis         | Andreea Amalia Rosca  | 6-0, 6-2         | Sofya Zhuk Markéta Vondroušová           |
| 2014 | Bianca Andreescu         | Claire Liu            | 6-4, 7-5         | Elysia Bolton Katarina Zavatska          |
| 2015 | Anastasia Potapova       | Olga Danilović        | 6-4, 6-4         | Kamilla Rakhimova Iga Świątek            |
| 2016 | Marta Kostyuk            | Denisa Hindová        | 6-2, 6-1         | Ariana Arseneault Himari Sato            |
| 2017 | Maria Timofeeva          | Daria Lopatetska      | 6-3, 4-6, 6-3    | Cori Gauff Polina Kudermetova            |
| 2018 | Alexandra Eala           | Linda Nosková         | 5-7, 6-3, 7-6(5) | Katerina Dimitrova Katja Wiersholm       |
| 2019 | Linda Fruhvirtová        | Sofia Costoulas       | 6-1, 6-0         | Anastasia Gureva Kristyna Tomajková      |
| 2020 | Brenda Fruhvirtová       | Clervie Ngounoue      | 6-0, 3-6, 7-5    |                                          |
| 2021 | Mathilde Ngijol Carre    | Mika Buchnik          | 4-6, 6-2, 6-1    |                                          |